# 露西·德斯蒙德
露西·德斯蒙德（英語：Lucy Desmond，1899年4月17日—1992年8月），英国女子竞技体操运动员。她曾代表英国获得1928年夏季奥运会体操比赛女子团体全能铜牌。她于1992年在薩里郡去世。